# Stazione di Cunardo
La stazione di Cunardo era una stazione posta lungo la ferrovia della Valganna. Serviva il centro abitato di Cunardo, in provincia di Varese.

## Storia
Il 15 giugno 1903 fu inaugurata la ferrovia della Valganna a cura della Società Anonima Varesina che serviva il medesimo impianto varesino, per l'occasione debitamente trasformato in stazione di diramazione. L'anno successivo la gestione della linea e dei relativi impianti passò alla Società Varesina per Imprese Elettriche (SVIE).
Dopo la seconda guerra mondiale il calo del traffico dovuto alla diffusione dell'autotrasporto e un orientamento politico allora non favorevole al trasporto su ferro condussero alla chiusura di entrambi gli impianti, avvenuta il 28 febbraio 1955.

## Strutture e impianti
La stazione disponeva di 2 binari e un fabbricato viaggiatori adibita a una abitazione privata.